# ال جي ام 30 مينتمان
ال جي ام 30 مينتمان (بالإنجليزية: LGM-30 Minuteman) إل جي إم 30 مينتمان هو صاروخ باليستي أمريكي عابر للقارات (آي سي بي إم)، يعمل في خدمة قيادة القصف الشامل في سلاح الجو. اعتبارًا من عام 2020، أصبح إصدار إل جي إم 30 مينتمان 3 الصاروخ الباليستي الأرضي العابر للقارات الوحيد في الخدمة في الولايات المتحدة، ويمثل الفرع الأرضي للثالوث النووي الأمريكي، إلى جانب الصاروخ الباليستي ترايدنت الذي يطلق من غواصة، والأسلحة النووية التي تحملها قاذفات إستراتيجية بعيدة المدى.  
بدأ تطوير مينتمان في منتصف الخمسينيات عندما أشارت الأبحاث الأساسية إلى أنه يمكن لمحرك صاروخي يعمل بالوقود الصلب أن يبقى جاهزًا للإطلاق لفترات طويلة، على عكس الصواريخ التي تعمل بالوقود السائل التي تتطلب التزود بالوقود قبل الإطلاق، وبالتالي يمكن أن تُدمر في هجوم مفاجئ. سُمي الصاروخ باسم المستعمر مينتمان في الحرب الثورية الأمريكية، الذي كان يمكنه الاستعداد للقتال في وقت قصير.
دخل مينتمان الخدمة عام 1962 كسلاح ردع يمكنه ضرب المدن السوفيتية بضربة ثانية وهجوم مضاد بقيمة مضادة إذا تعرضت الولايات المتحدة للهجوم. ومع ذلك، سمح تطوير البحرية الأمريكية صاروخ يو جي إم-27 بولاريس، الذي لعب الدور نفسه، للقوات الجوية، بتعديل مينتمان وتعزيز دقته بما يكفي لمهاجمة أهداف عسكرية محصنة، بما في ذلك صوامع الصواريخ السوفيتية. دخل مينتمان 2 الخدمة عام 1965 مع مجموعة من التحديثات لتحسين دقته وقدرته على البقاء أمام نظام الصواريخ المضادة للصواريخ الباليستية المعروف أن السوفيت كانوا يطورونه. في عام 1970، أصبح مينتمان 3 أول صاروخ باليستي عابر للقارات منشور مزود بمركبات إعادة الدخول المتعددة المستهدفة بشكل مستقل (إم آي آر في): ثلاث رؤوس حربية صغيرة حسنت من قدرة الصاروخ على ضرب أهداف محمية بصواريخ مضادة للصواريخ الباليستية. سُلح مبدئيًا بالرأس الحربي دبليو 62 بقدرة تدميرية تبلغ 170 كيلوطن.
بحلول سبعينيات القرن العشرين، نُشر 1000 صاروخ مينتمان. تقلصت هذه القوة إلى 400 صاروخ مينتمان 3 اعتبارًا من سبتمبر 2017 نُشرت في صوامع الصواريخ حول قاعدة مالمستروم للقوات الجوية، مونتانا؛ وقاعدة مينوت للقوات الجوية، داكوتا الشمالية؛ وقاعدة إف إي وارن للقوات الجوية، وايومنغ. تخطط القوات الجوية لإبقاء الصاروخ في الخدمة حتى عام 2030 على الأقل.

## النشر
دخل صاروخ مينتمان 3 الخدمة في عام 1970، مع تضمين تحسينات لمنظومات الأسلحة خلال فترة الإنتاج منذ 1970 حتى 1978 لزيادة الدقة وقدرة الحمولة. اعتبارًا من سبتمبر 2019، خططت القوات الجوية الأمريكية لتشغيله حتى عام 2030.
سُحب الصاروخ الباليستي العابر للقارات إل جي إم-118 إيه بيسكيبر (إم إكس) في عام 2005، الذي كان مقررًا أن يحل محل مينتمان، كجزء من معاهدة ستارت الثانية.
نُشر ما مجموعه 450 صاروخًا من طراز إل جي إم-30 جي في قاعدة إف إي وارن للقوات الجوية، وايومنغ (جناح الصواريخ 90)، وقاعدة مينوت للقوات الجوية، داكوتا الشمالية (جناح الصواريخ 91)، وقاعدة مالستروم الجوية، مونتانا (جناح الصواريخ 341). سُحبت جميع صواريخ مينتمان 1 ومينتمان 2. تفضل الولايات المتحدة الإبقاء على رادعات إم آر أي فّي الخاصة بها على صواريخ ترايدنت النووية التي تطلق من الغواصات. في عام 2014، قررت القوات الجوية وضع خمسين صومعة صواريخ مينتمان 3 في وضع «ساخن» غير مسلح، لتشغل نصف المئة فتحة في الاحتياطي النووي المسموح به الأمريكي. يمكن إعادة تحميلها في المستقبل إذا لزم الأمر.

انفصال المراحل خلال انطلاق صاروخ عابر للقارات (عسكري) ال جي ام 30 مينتمان نوع III

## الاختبار
تختبر صواريخ مينتمان 3 بانتظام بعمليات إطلاق من قاعدة فاندنبرغ الجوية للتحقق من فعالية منظومة الأسلحة واستعدادها ودقتها، وأيضًا لدعم الغرض الأساسي للمنظومة، وهو الردع النووي. تسمح ميزات السلامة المثبتة على مينتمان 3 في كل عملية اختبار إطلاق للمراقبين الجويين بإنهاء التحليق في أي وقت إذا أشارت الأنظمة إلى أن مسارها قد يأخذها بشكل غير آمن فوق المناطق المأهولة. نظرًا لأن هذه الطلعات مخصصة لأغراض الاختبار فقط، يمكن حتى للطلعات المنتهية إرسال معلومات قيّمة لتصحيح مشكلة محتملة في المنظومة.
يُعد سرب اختبار الطيران 576 مسؤولًا عن تخطيط وتحضير وتنفيذ وتقييم جميع الاختبارات الأرضية واختبارات الطيران للصواريخ البالستية العابرة للقارات.
يحافظ موقع صاروخ مينتمان التاريخي الوطني في ساوث داكوتا على مرفق تحكم في الإطلاق (دي-01) ومرفق إطلاق (دي-09) تحت سيطرة إدارة المتنزهات الوطنية. تُبقي جمعية ولاية داكوتا الشمالية التاريخية على موقع صاروخ رونالد ريغان مينتمان، مع الحفاظ على مرفق إنذار الصواريخ ومركز التحكم في الإطلاق ومرفق الإطلاق في تشكيل دبليو إس-133 بي «دوس»، بالقرب من كوبرستاون، داكوتا الشمالية.

## أدوار أخرى

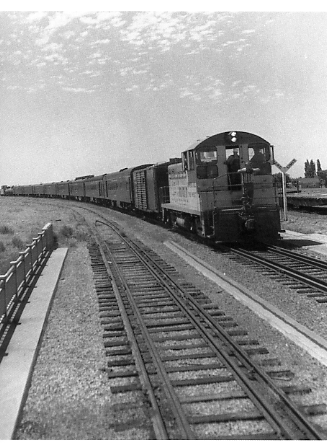
مينتمان متنقل

### مينتمان متنقل
كان مينتمان المتنقل برنامجًا للصواريخ الباليستية العابرة للقارات المركبة على السكك الحديدية للمساعدة في زيادة قدرتها على البقاء والتي أصدرت القوات الجوية الأمريكية تفاصيله في 12 أكتوبر 1959. نُظم اختبار أداء عملية بيغ ستار من 20 يونيو حتى 27 أغسطس 1960 في قاعدة هيل الجوية، والجناح الصاروخي الاستراتيجي 4062 (المتنقل) في 1 ديسمبر 1960 لثلاثة أسراب قطارات صاروخية مخطط لها، يملك كل سرب 10 قطارات يحمل كل قطار 3 صواريخ. خلال تخفيضات كينيدي/ماكنمارا، أعلنت وزارة الدفاع «أنها تخلت عن خطة صاروخ مينتمان باليستي متنقل». دعا المفهوم إلى وضع 600 صاروخ في الخدمة -450 في الصوامع و150 في قطارات خاصة، كل قطار يحمل 5 صواريخ.» بعد أن أعلن كينيدي في 18 مارس 1961، أنه سيستبدل «الأسراب ثابتة القاعدة» بالأسراب الثلاثة، أوقفت القيادة الجوية الاستراتيجية جناح الصواريخ الاستراتيجية 4062 في 20 فبراير 1962.

### صاروخ باليستي يطلق من الجو
اقترحت سترات إكس إطلاق صاروخ باليستي من الجو، أجرت سامسو (منظمة أنظمة الفضاء والصواريخ) بنجاح اختبار جدوى النقل الجوي الذي أُنزل جويًا صاروخ مينتمان بي1 من طائرة سي-5 إيه غلاكسي العسكرية من ارتفاع 20,000 قدم (6,100 م) فوق المحيط الهادئ. أُطلق الصاروخ من ارتفاع 8000 قدم (2400 م)، وأدى احتراق وقود المحرك لمدة 10 ثوانٍ إلى حمل الصاروخ 20,000 قدم أخرى قبل أن يسقط في المحيط. استُبعد التوزيع التشغيلي بسبب الصعوبات الهندسية والأمنية، وكانت القدرة نقطة تفاوض في محادثات الحد من الأسلحة الاستراتيجية.